# ساووی (ایلینوی)
ساووی (به انگلیسی: Savoy) یک منطقهٔ مسکونی در ایالات متحده آمریکا است که در شهرستان شمپین، ایلینوی واقع شده‌است.
ساووی ۸٫۶۴ کیلومتر مربع مساحت و ۷٬۲۸۰ نفر جمعیت دارد.